# Anita Blaze
Pour les articles homonymes, voir Blaze.
Anita Blaze est une escrimeuse française née le 29 octobre 1991 aux Abymes, pratiquant le fleuret.

## Carrière
En 2021, elle obtient aux Jeux olympiques d'été de Tokyo la médaille d'argent en fleuret par équipes avec Ysaora Thibus, Astrid Guyart et Pauline Ranvier, s'inclinant en finale contre l'équipe russe.

## Palmarès
- Jeux olympiques
  -  Médaille d'argent par équipes aux Jeux olympiques d'été de 2020 à Tokyo

- Championnats du monde
  -  Médaille d'argent par équipes aux championnats du monde d'escrime 2013 à Budapest
  -  Médaille de bronze par équipes aux Championnats du monde d'escrime 2018 à Wuxi
  -  Médaille de bronze par équipes aux Championnats du monde d'escrime 2022 au Caire[2]

- Jeux mondiaux militaires
  -  Médaille de bronze individuelle aux Jeux mondiaux militaires de 2019 à Wuhan[3].

- Championnats d'Europe
  -  Médaille d'argent par équipes aux championnats d'Europe d'escrime 2012 à Legnano
  -  Médaille d'argent par équipes aux championnats d'Europe d'escrime 2013 à Zagreb
  -  Médaille d'argent par équipes aux championnats d'Europe d'escrime 2019 à Düsseldorf
  -  Médaille d'argent par équipes en 2023 à Cracovie (dans le cadre des Jeux européens de 2023)
  -  Médaille d'argent par équipes aux championnats d'Europe d'escrime 2025 à Gênes
  -  Médaille de bronze par équipes aux championnats d'Europe d'escrime 2015 à Montreux
  -  Médaille de bronze par équipes aux championnats d'Europe d'escrime 2018 à Novi Sad

- Championnats de France
  -  Médaille d'argent aux Championnats de France d'escrime 2013
  -  Médaille d'argent aux Championnats de France d'escrime 2015
  -  Médaille d'argent aux Championnats de France d'escrime 2014

## Décorations
- Chevalier de l'ordre national du Mérite le 8 septembre 2021[4]